# Thalamus McGhee
Pour les articles homonymes, voir McGhee.
Thalamus McGhee, né en 1975, est un ancien joueur américain de basket-ball (2,05 m).

## Carrière

### Universitaire
- 1995-1997 :  Université d'Alabama (NCAA)

### Clubs
- 1997 - 1999 :  Basket Bayreuth (Basketball-Bundesliga)
- 1999 - 2000 :  Apollon Limassol (1er division)
- 2000 - 2001 :  Udine (Lega A)
- 2001 :  ASVEL Villeurbanne (Pro A)
- 2001 - 2002 :  Avellino (Lega A)
- 2002 - 2003 :  Pallacanestro Reggiana (Legadue)
- 2003 - 2004 :  Dinamo Sassari (Legadue)
- 2005 :  Malvín (Liga Uruguaya de Basketball)
- 2005 :  Marinos de Anzoátegui (Liga Profesional de Baloncesto)
- 2005 :  HKK Široki (Ligue adriatique et 1er division)

## Palmarès
- Vainqueur de la Coupe de Bosnie-Herzégovine en 2006